# Kecamatan Balau
Kecamatan Balau är ett distrikt i Indonesien. Det ligger i den västra delen av landet, 200 km nordväst om huvudstaden Jakarta.